# Bulbophyllum purpurellum
Bulbophyllum purpurellum là một loài phong lan thuộc chi Bulbophyllum.